# Franjo Vlašić
Franjo Vlašić (Dombóvár, 24 aprile 1776 – Zagabria, 16 maggio 1840) è stato un militare, nobile e politico austriaco. Fu attivo durante le guerre rivoluzionarie francesi e le guerre napoleoniche. Diversi anni dopo la definitiva caduta dell'impero francese, fu impiegato nei Balcani, precisamente in Croazia, dove esercitò il ruolo di bano per il resto della sua carriera, sino alla morte.

## Biografia

### Gli inizi e la carriera militare
Nacque a Dombóvár, in Ungheria, nel 1766. Figlio di genitori nobili, dopo essersi inizialmente dedicato allo studio del diritto, si unì al reggimento di ussari Eszterházy nel 1784, all'età di diciotto anni, come cadetto, nel quale divenne sottotenente nel 1785, tenente nel 1790 e nello stesso anno capitano. Dopo lo scoppio della guerra della Prima coalizione, prese parte a numerose battaglie nei Paesi Bassi austriaci, tra cui Neerwinden, Jemappes, Famars e Tournai, prima sotto il principe di Coburgo e poi sotto il comando del Duca di York. Dopo la caduta dei Paesi Bassi austriaci, fu impiegato nella Ruhr, dove si distinse nuovamente in numerosi scontri per coraggio e capacità militari. Nel 1796 fu traferito in Italia. Dopo l'inizio della guerra della Seconda coalizione, combatté sul fronte tedesco, facendosi notare dall'arciduca Carlo a Ostrach e Stockach. Mesi più tardi, nel 1800, fu uno dei soldati della retroguardia dell'esercito di Paul Kray che combatterono contro l'esercito del generale Moreau, prendendo direttamente parte agli scontri di Engen, Messkirch e Ottingen. Al termine della guerra, nel 1803, fu promosso maggiore.
A seguito dello scoppio della guerra del 1805, si rese protagonista in alcuni scontri tra le cavallerie della retroguardia austriaca e le forze francesi negli ultimi giorni di ottobre. Il 2 dicembre, durante la battaglia di Austerlitz, difese efficacemente alcuni villaggi sul fianco sinistro dell'esercito alleato dagli attacchi dei marescialli francesi Davout e Mortier. Nel 1806 ottenne la promozione a tenente colonnello e due anni più tardi fu nuovamente promosso, stavolta a colonnello. Nella campagna del 1809, Vlašić si distinse alla testa del suo reggimento in diverse occasioni: prima a Landshut, poi ad Aspern, dove supportò vigorosamente la fanteria negli scontri d'avanguardia; successivamente si fece notare a Wagram ed infine durante la ritirata in Moravia, dove montò una strenua resistenza contro superiori forze di cavalleria. Si distinse con lo stesso impegno nel 1812 nella guerra contro la Russia.
Dopo la sua promozione a maggior generale nella primavera del 1813, fu assegnato all'ala destra dell'esercito austriaco destinato ad invadere l'Italia sotto la guida del generale von Hiller. Il suo superiore fu inizialmente il generale Fenner: i due vennero inviati nel Tirolo, dove affrontarono le forze del generale italiano Gifflenga. Dopo che Fenner fu ferito al braccio, Vlašić assunse il comando del distaccamento austriaco, riportando due buone vittorie sui franco-italiani a San Marco e ad Ala, liberando il Tirolo dalle forze napoleoniche. A seguito della sua vittoria, ricevette la Croce di Cavaliere dell'Ordine militare di Maria Teresa. Mesi più tardi, sceso verso la Pianura Padana, ebbe un ruolo minore all'interno della battaglia del Mincio, fungendo da avanguardia nel corpo del generale Sommariva e combattendo nei pressi di Peschiera contro il generale Palombini.

### Gli ultimi anni

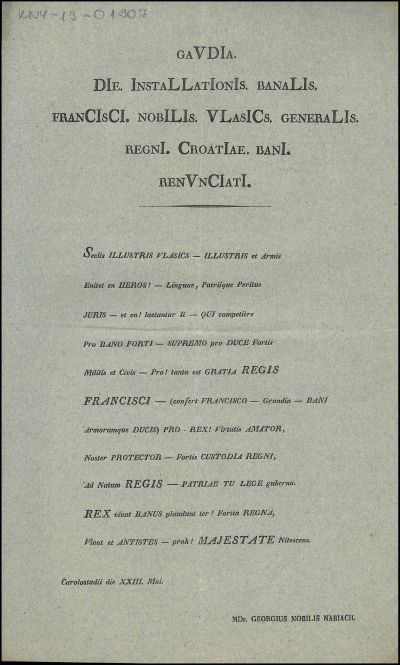
Discorso celebrativo per l'inizio del banato di Vlašić

Durante i successivi anni di pace, prestò servizio come generale di brigata. Nel 1824, dopo essere stato promosso a tenente feldmaresciallo e generale di divisione, partì per l'Ungheria e servì nelle regioni limitrofe, come Galizia e Croazia. Nel 1828 divenne inhaber del reggimento di ulani Schwarzenberg e tre anni più tardi, nel 1831, divenne comandante generale della Sirmia e della Slavonia su nomina dello stesso imperatore Francesco. A seguito della morte del generale Gyulay, venne nominato bano di Croazia, Dalmazia e Slavonia nel 1832 e, parallelamente, elevato al rango di Freiherr. Contestualmente alla nomina di bano, divenne inhaber anche dei due reggimenti di fanteria Grenz associati al titolo. 
Si fece riconoscere per la serietà e lo zelo con cui adempiva ai propri compiti e ciò valse lui la decorazione a Cavaliere di Gran Croce dell'Ordine imperiale di Leopoldo e il rango di Consigliere privato dell'imperatore, entrambi concessi dal nuovo sovrano Ferdinando. Ormai anziano, iniziò ad accusare vari problemi di salute, che lo costrinsero a rinunciare all'incarico di presidente del banato della Contea di Zagabria. Nel 1840 si ammalò gravemente e, nonostante un'apparente ripresa, venne colto da una ricaduta della malattia, risultata poi fatale. Morì a Zagabria il 16 maggio 1840. Fu solennemente sepolto nella chiesa di Santa Caterina a Zagabria il 23 maggio.

## Discendenza
Ebbe un figlio, anch'egli chiamato Franjo Vlašić (1827-1884), che come il padre intraprese la carriera militare. Partecipò alla prima e alla seconda guerra d'indipendenza, ottenendo numerose decorazioni e concludendo la propria carriera con il grado di feldmaresciallo.